# Muzejska integrirana zaštita od štetnika
Muzejska integrirana zaštita od štetnika praksa je nadzora i kontrole štetnika unutar muzeja i drugih objekata kulturne baštine. Zaštita kulturne baštine svakako je krajnji cilj rada muzejskog osoblja. Najčešći štetnici u muzeju su razni glodavci, šišmiši, ptice, insekti i gljive.
Općenito se smatra da svaki muzej mora vršiti nadzor nad eventualnom prisutnošću štetnika. Upravo je u tu svrhu razvijena integrirana zaštita od štetnika. 

## Komponente muzejske integrirane zaštite od štetnika
Muzejska je integrirana zaštita od štetnika u principu samo poseban vid opće integrirane zaštite od štetnika, odnosno primjena spomenute na muzeje i druge kulturne institucije. 
Integrirana zaštita od štetnika jest cjelovito i široko orijentiran pristup kontroli štetnika, prije svega putem osmišljenog programa koji je orijentiran kako na identifikaciju samih štetnika tako i na potpuno razumijevanje njihovih navika, kao i životnih ciklusa. Dio ovog programa jest i identifikacija vrsta koje su locirane u samoj muzejskoj zgradi, te donošenje kako kratkoročnih tako i dugoročnih mjera koje će se poduzeti. Muzej mora “po potrebi konzultirati stručnjake, te suglasno nalazu i preporukama istih odabrati najprimjerenije mjere za eliminaciju ”štetnika". Pri donošenju odluka treba izbjegavati paniku i primjenu ishitrenih odluka, posebice ako je broj zatečenih štetnika malen.
Mjere integrirane zaštite od štetnika zahtijevaju da osoblje muzeja zajednički i usklađeno usmjeri svoje napore na uvođenje kako sustava nadzora broja štetnika, tako i nadzora nad eventualnom efikasnošću poduzetih mjera. Iako u početnoj fazi skuplji ovaj pristup dugoročno daje bolje rezultate od tradicionalnih vidova kontrole štetnika.

### Primjenjivanje
Za početak mjere treba uvoditi postupno i planski. Treba ispitati planove svih prostora unutar zgrade, uključujući i broj te položaj svih vrata i prozora, pozicija na kojima se može doći do vode, te položaj svih grijaćih tijela odnosno uređaja za ventilaciju, te raspored svog namještaja i drugih objekata u zgradi. U sklopu plana mogu se na planirane pozicije postaviti i numerirane klopke. 
Kada se klopke postave treba ih nadzirati te voditi dokumentaciju o broju i vrsti u njima zatečenih štetnika, ali i utvrditi kako su isti ušli u zgradu, te koji izvor hrane isti traže. Kada nakon par mjeseci steknemo jasniju sliku o broju, vrsti i kretanju štetnika, možemo sukladno ovim saznanjima poboljšati ili prilagoditi raspored i broj klopki.

## Izolacija napadnutih objekata
Prije ulaska bilo kojeg predmeta u muzej isti mora biti temeljito pregledan kako bi se odmah uočila eventualna prisutnost štetnika. U slučaju da su štetnici prisutni na predmetu isti mora biti što prije izoliran od ostalih. Potom treba ustanoviti kakvu i koliku bi štetu isti mogli izazvati. Najjednostavnija je mjera stavljanje objekta u dobro zatvorenu polietilensku vrećicu primjerene veličine. Pri tom treba naročito paziti na eventualna jajašca ili larve štetnika, kako isti ne bi napali ostale pohranjene ili izložene predmete. Ako se je objekt već nalazio u čuvaonici ili izložbenom prostoru treba provjeriti i prisutnost štetnika na najbližim susjednim predmetima. 

## Nadzor
Muzej mora brinuti da se sve mjere kontrole štetnika i provode. Rutinska kontrola treba osigurati relevantne informacije po pitanju utvrđivanja mjesta ulaska štetnika, njihov broj, mjesta na kojima isti borave te se hrane. Po utvrđivanju ovih činjenica muzejsko će osoblje poduzeti primjerene mjere zaštite. Posebno treba paziti da klopke za štetnike ne stavljamo u neposredan dodir s predmetima. Kod postavljanja klopki na nove lokacije iste moraju biti provjerene u roku od 48 sati. Ovo će pomoći pri točnom utvrđivanju zahvaćenih mjesta, te kod eventualnih dodatnih prilagodbi pozicioniranja klopki. Iduća je faza tjedna odnosno mjesečna provjera stanja klopki. Kada utvrdimo o kojemu se štetniku radi, te gdje je lociran možemo krenuti s dvomjesečnom promjenom klopki, uz napomenu da ovo može biti i češće ako su klopke prestale biti ljepljive.

## Identifikacija i dokumentiranje
Klučna je komponenta Muzejske integrirane zaštite od štetnika sposobnost identifikacije konkretnog štetnika. Tek po identifkaciji možemo izraditi kvalitetan i djelotvoran plan uklanjanja štetnika. Klopke se mogu koristiti kako za identifikaciju vrste štetnika, ali i njihovog broja, te određenja izvora iz kojih se isti šire. Informacije vezane uz sve navedeno moraju biti kvalitetno i sustavno dokumentirane. Ovo će također biti od pomoći pri određenju budućih rizika. Nakon obrade ovih podataka muzejsko se osoblje može zapitati “Mogu li se štetnici ukloniti na jednostavan i efikasan način? Jesu li prisutna i jajašca? Koji je način djelovanja najmanje rizičan?”. Kada su sve ove činjenice utvrđene može se krenuti u planiranje i provedbu neophodnih zahvata. 

## Djelovanje
- Klopke: One su važan dio muzejske integrirane zaštite od štetnika, ima ih više vrsta i veličina.[9] Od pomoći su kod određenja vrste, potrebno ih je periodički prazniti.[8] Prije bilo kakovog djelovanja neopdno je konzultirati nadležnog kustosa, te konzervatora restauratora, kako bi se saznale sve relevantne činjenice vezane uz sam zahvaćen objekt.

- Ljepljive klopke: najčešća vrsta, treba ih postaviti u kutove, ventilacijske otvore, pored vrata, te na sva druga mjesta povoljna za ulaz insekata.[1] Treba ih kontrolirati jednom tjedno, uz obavezno dokumentiranje stanja.

- Feromonske klopke: Ove insekte privlače svojim mirisom, dobre su kao dio sustava rane identifikacije napada štetnika, u pravilu se koriste zajedno s ljepljivim klopkama. Trenutačno se mogu nabaviti one za moljce, žohare i cigaretnu bubu, u razvoju su i one za druge vrste.[5]

- Svijetlosne klopke: Isijavaju ultraljubičaste zrake, dobre za moljce i muhe.[7] Pokraj njih možemo staviti i ljepljive klopke.

- Kemijska kontrola muzejskih štetnika: One se koriste tek kao krajnje sredstvo, većinom se koriste sredstva koja se koriste i u kućanstvu, no koriste se i sredstva razvijena za kontrolu štetnika u skladišnim prostorima, uz naglasak da ova posljednja mogu koristiti samo za to ovlaštene osobe.[8]

## Štetnici koje nalazimo u muzejskim prostorima
Velik je broj raznih štetnika koje možemo zateći i u muzejskim izložbenim prostorima i čuvaonicama. Stoga je njihova identifikacija vrlo važna, jer nam omogućuje ispravan odabir primjerenih postupaka zaštite od istih. Insekti ne štete predmetima samo svojim načinom prehrane, već i načinima na koje se kreću, te razmnožavaju. Najveću štetu izazivaju još u obliku ličinki, no neki od štetnika nastavljaju svoje razorno djelovanje i kao odrasle jedinke. Glodavci pak mogu prouzročiti i dodatnu štetu svojim običajem glodanja električnih kablova i žica.

### Insekti
- Štetnici koji napadaju tkanine: Glavni su predstavnici moljci i tepih bube. Vole vunu, krzna, perje, rožinu te mrtve životinje.[5] Vole se zavlačiti u ladice i skladišne posude.[8]

- Štetnici koji napadaju drvo: Prije svega radi se o drvotočinama i termitima.[5]

- Štetnici na uskladištenoj robi: To su prije svega duhanar i skladišna buba. Vole sjemenje, orahe, žitarice, začine, suho voće i povrće, te suho bilje.[8]

## Ptice
U pravilu se ovdje radi o golubovima, druge ptice rjeđe dopriniose oštećenju same muzejske zgrade. Štetu nanose prije svega izmetom. 

## Glodavci
Glodavci štetu muzejskim predmetima nanose glodanjem istih ali i svojim izmetom. Nipošto ne koristiti otrovne mamce, jer otrovane jedinke se često zavuku na nedostupna mjesta, te njihove lešine svojim raspadanjem mogu oštetiti predmete te privući i druge štetnike. 

## Šišmiši
Šišmiši doprinose oštećivanju predmeta putem svojih izmetina.

## 12 najčešćih štetnika u muzejskim prostorima
| Ime                | Latinsko ime                     | Opis štete koju čini |
| Krznaš             | Attagenus unicolor               | Napada kožu, krzno. perje, svilu, kosti. Skriva se u namještaju (i ispod njega). |
| Knjiška uš Psocids | Liposcelis sp.                   | Napada vlažne ili pljesnjive predmete, papir, rukopise, škrobno ljepilo koje se koristi u uvezivanju knjiga i rukopisa                                                                      |
| Krzneni moljac     | Tinea pellionella (Linnaeus)     | Voli mračna mjesta, kutove, nabore odjeće. Jede vunu, kosu, krzno, svilu, filc i perje. |
| Duhanar            | (Fabricius)Lasioderma serricorne | Rado boravi u kutijama s duhanom ali i drugim sušenim biljem te knjigama. |
| Krušar             | Stegobium paniceum (Linnaeus)    | Živi na knjigama i papiru |
| Točkasti drvotočac | Anobium punctatum (DeGeer)       | Vrlo sličan tepih bubi. Jede kornjačevinu, svilu, krzno, rožinu, vunu te namještaj. |
| Žohar              | Blattella germanica (Linnaeus)   | Njemački žohar predmete oštećuje smeđim izlučevinama. Ako zateknemo i mlade jedinke treba provjeriti da nemamo i miševe. U tom slučaju ne koristiti mamce za iste jer isti privlače žohare. |
| Slaninar           | Dermestes lardarius (Linnaeus)   | Oštećuju kožu i krzno, tepihe. |
| Srebrna ribica     | Lepisma saccharina (Linnaeus)    | Hrane se škrobom u papiru i tapetama. Noćni insekt. |
| Šareni kornjaš     | Anthrenus verbasci (Linneaus)    | Oštećuje perje, krzno, kožu, svilu i kost. |
| Skladišna buba     | Trogoderma variabile (Ballion)   | Privlači ih uskladištena hrana, zbirke biljaka i insekata Može ga se naći u mračnim dijelovima depoa i pukotinama zidova.                                                                   |
| Sukneni moljac     | Tineola bisselliella (Hummel)    | Hrani se perjem, kosom, vunom, krznom. |

## Prevencija i uklanjanje
Brojni su koraci koje muzejsko osoblje može poduzeti u svrhu kontrole štetnika u izložbrenom prostoru i čuvaonicama. Vrlo je važno sustavno provjravati stanje čuvaonica i predmeta koji ulaze u zbirke. Temperatura i vlaga u prostorima moraju biti niske stabilne i kontrolirane. Unošenje hrane u čuvaonice i izložbeni prostor mora biti ograničeno. 

### Mjesta ulaska
Vrlo je važno utvrditi mjesta mogućeg ulaska štetnika u muzejsku zgradu. U obzir mora biti uzet i smještaj same zgrade.
- Prozori - u principu bi morali biti dobro zabrtvljeni.

- Vrata - treba ih kontrolirati po pitanju kvalitetnog zatvaranja. Pored njih dobro je postavljati ljepljive mamce kako bi dobili informacije o štetnicima koji ulaze ili pokušavaju ući u zgradu.

### Uvjeti pohrane
Čuvaonice su mjesta visokog rizika po pitanju ulaska štetnika, jer radi se najčešće o mračnim, skučenim prostorima koji se ne otvaraju često. Ako se stanje u istima ne kontrolira redovno vrlo lako može doći do ulaska i množenja štetnika.